# Orobothriurus wawita
Espèce
Orobothriurus wawita est une espèce de scorpions de la famille des Bothriuridae.

## Distribution
Cette espèce est endémique du Pérou. Elle se rencontre dans les régions d'Ayacucho et de Cuzco entre 2 700 et 3 800 m d'altitude.

## Description
Le mâle holotype mesure 20,20 mm et la femelle paratype 23,46 mm, les mâles mesurent de 18,27 à 20,63 mm et les femelles jusqu'à 24,90 mm.

## Publication originale
- Acosta & Ochoa, 2000 : Nueva especie de Orobothriurus, Maury, del Peru (Scorpiones, Bothriuridae). Revue Arachnologique, vol. 13, no 10, p. 135–144.